# ديفيد رابي
ديفيد رابي (بالإنجليزية: David Rabe)‏ هو كاتب وكاتب مسرحي وكاتب سيناريو ومؤلف أمريكي، ولد في 10 مارس 1940 في دوبوك في الولايات المتحدة.

## وصلات خارجية
- ديفيد رابي على موقع IMDb (الإنجليزية)
- ديفيد رابي على موقع الموسوعة البريطانية (الإنجليزية)
- ديفيد رابي على موقع ألو سيني (الفرنسية)
- ديفيد رابي على موقع أول موفي (الإنجليزية)
- ديفيد رابي على موقع قاعدة بيانات برودواي على الإنترنت (الإنجليزية)
- ديفيد رابي على موقع قاعدة بيانات الأفلام السويدية (السويدية)
- ديفيد رابي على موقع إن إن دي بي (الإنجليزية)
- ديفيد رابي على موقع قاعدة بيانات الفيلم (الإنجليزية)
- ديفيد رابي على موقع كينوبويسك (الروسية)